# Ozsvár András
Ozsvár András (Csongrád, 1957. február 19. –) olimpiai- és világbajnoki bronzérmes, Európa-bajnoki ezüstérmes magyar cselgáncsozó, edző.

## Pályafutása
Ozsvár András 1957. február 19-én született Csongrádon. 1977-ben ifjúsági világbajnokságot nyert Berlinben 95+ kg-os kategóriában. Az 1980-as moszkvai olimpián abszolút kategóriában bronzérmet szerzett. Az 1981 és 1983-as világbajnokságon is bronzérmet szerzett ugyanebben a kategóriában. 1982-ben ezüstérmet szerzett a rostocki Európa-bajnokságon. Visszavonulása után mesteredző lett, jelenleg az Óbudai Judo Club vezetője, ahol rendszeresen tart házi versenyeket is.